# Ville-sur-Arce
Ville-sur-Arce är en kommun i departementet Aube i regionen Grand Est (tidigare regionen Champagne-Ardenne) i nordöstra Frankrike. Kommunen ligger  i kantonen Bar-sur-Seine som ligger i arrondissementet Troyes. År 2022 hade Ville-sur-Arce 203 invånare.

## Befolkningsutveckling
Antalet invånare i kommunen Ville-sur-Arce
Referens: INSEE